# Leonarda Balog
Leonarda Balog (* 5. Februar 1993) ist eine ungarisch-kroatische Fußballspielerin.

## Karriere

### Verein
Balog startete ihre Karriere mit Ženski Nogometni Klub Plamen Križevci.
2009 verließ sie ihre Heimatstadt Križevci und startete ihre Profikarriere mit 16 Jahren beim kroatischen Erstligisten ŽNK Osijek.
Nach zwei Jahren in der ersten kroatischen Frauenliga, wechselte sie im Sommer 2011 zum polnischen Meister RTP Unia Racibórz. Nach nur einer Saison in Polen, kehrte sie nach Kroatien zurück und unterschrieb für den ŽNK Plamen Križevci.
Am 2. Januar 2013 wechselte sie nach Deutschland in die 2. Bundesliga Süd zum 1. FFC Recklinghausen 2003. Sie spielte in der Rückrunde in 3 Ligaspielen für Recklinghausen, bevor sie zu ŽNK Plamen Križevci zurückkehrte. Im Januar 2014 verließ sie Kroatien und wechselte zurück nach Polen, wo sie seither bei Zagłębie Lubin spielt. Nach zwei Spielzeiten in Polen wechselte Balog im Sommer 2016 in die Nationalliga A zum FC Neunkirch. In der Saison 2016/2017 kam sie zu vier Einsätzen in der Nationalliga A, wurde Meister und Pokalsieger, bevor der FC Neunkirch seine Mannschaft im Mai 2017 abmeldete. Nach dem Ende des FC Neunkirch hielt sie sich in Kroatien beim männlichen 1. ŽNL Koprivničko-Križevačka (5. Liga) und beim NK Viktorija Vojakovac fit, der von der ehemaligen Fußballspielerin Tihana Nemčić trainiert wird. Seit der Saison 2019/20 spielt Balog für den österreichischen Serienmeister SKN St. Pölten in der ÖFB Frauen-Bundesliga.

### Nationalmannschaft
Sie gab ihr Länderspieldebüt für die Kroatische Fußballnationalmannschaft der Frauen am 13. April 2009 gegen Litauen.

### Erfolge
- Kroatischer Meister in der 1. HNLŽ: 09/10
- Polnischer Meister in der Kobiety Ekstraliga: 11/12